# Лімфоутворення
Лімфоутворення — це процес утворення лімфи, під час якого відбувається резорбція тканинної рідини в лімфатичні капіляри. Лімфоутворення пов'язане з процесом фільтрації й реабсорбції тканинної рідини, а також підпорядковується силам гідростатичного та онкотичного тиску, процесам дифузії й осмосу.

## Механізм лімфоутворення
Лімфа — це особлива тканина чи тканинна рідина, яка зібрана у спеціальних судинах, які впадають у праву та ліву лімфатичні протоки, що у свою чергу відкриваються у великі центральні вени. Лімфа, зібрана з лімфатичних проток під час голодування або після нежирної їжі, є безбарвною, майже прозорою рідиною, відмінною від плазми крові у 3-4 рази меншим вмістом білків, але більш високим, ніж у тканинній рідині.
Слід  зазначити, що лімфатична система відіграє важливу роль в системі гуморального транспорту і забезпечення нормального гомеостазу рідин, чим сприяє досягненню фізіологічного оптимума внутрішнього середовища організму.
Через малий вміст білків в'язкість лімфи стає меншою, а густина лімфи є нижчою, ніж плазми крові. У складі лімфи є фібриноген, саме через це має здатність до згортання. Зазвичай, у лімфи немає еритроцитів, проте є невелика кількість зернистих лейкоцитів.
Лімфа має велике значення у підтримуванні гомеостазу, тому виконує певні функції:
- транспорт білків з міжклітинних і тканинних просторів у кров; участь у перерозподілі води в організмі;
- участь в імунних реакціях організму за рахунок транспорту з лімфоїдних органів макрофагів, лімфоцитів, антитіл;
- забезпечення всмоктування і транспортування жирів і жиророзчинних речовин у кишківнику;
- видалення з міжклітинного простору речовини, що не лімфоутворюється у кровоносних капілярах;
- видалення рідини з тканинного простору[5].

Рух лімфи забезпечується:
- скороченням серця;
- дихальними рухами грудної клітки;
- скороченнями скелетних м'язів (завдяки цьому лімфоток підвищується приблизно від 20 %  до 70 %);
- активною діяльністю органів;
- скороченнями гладких м'язів лімфатичних судин, тобто лімфангіонів, скорочення поділяють на швидкі, ритмічні (15-20 разів за хвилину), повільні (2-5 разів за хвилину), щонічні;
- наявністю клапанів у лімфатичних судинах.

Утворення лімфи здійснюється за рахунок резорбції тканинної рідини крізь стінку лімфатичного капіляра. Саме цю резорбцію забезпечують:
- градієнт гідростатичних та гідродинамічних тисків, який діє з обох боків стінки лімфатичного капіляра;
- колоїдно-осмотичний тиск плазми, тканинної рідини і лімфи;
- дифузія для деяких речовин (наприклад, для глюкози через стінку капіляра);
- фагоцитуюча функція ендотелію лімфатичних капілярів;
- фізичні властивості фільтру, тобто стінки капіляру, які визначають проникність лімфатичних капілярів і швидкість утворення лімфи[6].

Утворення лімфи відбувається у плазмі крові, що є своєрідною  тканиною інтерстиціальною рідиною. Безбарвна рідина рухається по лімфатичних судинах, проходить лімфатичні вузли, тому склад лімфи у них значно змінюється через надходження до лімфи лімфоцитів та формених елементів. Серед органів. Які найбільше наповнені лімфою є селезінка, серце, печінка та м'язові скелетні тканини.
Завдяки фільтрації плазми, рідина  у кровоносних капілярах врешті виходить у простір. У даному просторі електроліти та вода зв'язуються волокнистими і колоїдними структурами, що утворює частково водну фазу. Через це формується тканинна рідина, одна частина якої резорбірується у кров, а інша в лімфатичні капіляри та утворює там лімфу.
Підвищення проникності капілярів та утворення лімфи забезпечується декількома факторами:
- критична концентрація кисню у крові, внаслідок якої виникає набряк, тобто аноксія;
- підвищення температури шкіри від 37 °C до 50 °C, а також опіки;
- гуморальні фактори, а саме гістамін і гістаміноподібні речовини, гіалуронідаза, ацетилхолін та ін..;
- запалення з різних причин;
- збудження парасимпатичної іннервації;
- вплив лімфогонних речовин: пептон, фосфор, хлороформ, ефір, уретан, миш'як та ін.[6]

Підвищенню утворення лімфи без зміни стану лімфатичних капілярів сприяють:
- зменшення кількості білка у крові з будь-якої причини, тобто гіпопротеїнемія, що викликає підвищення капілярної фільтрації, зменшення реабсорбції у венозній ділянці капіляра;
- підвищення проникності стінок кров'яних капілярів у збудь-якої причини[6].

Всі речовини, що викликають лімфогонний ефект, німецький фізіолог Гейденгайн розділив на дві такі групи.
- лімфоутворення першого порядку: тобто це такі капілярні отрути, які підвищують проникність капілярів. До них відносяться гістамін, пептон, екстрати із полунички, м‘язів рака та п'явок;
- лімфоутворення другого порядку — це гіпертонічні розчини глюкози, NaCl та інші солі, які після введення в кровяне русло дуже швидко переходять у міжклітинну рідину та підвищують її осмотичний тиск, що може призвести до збільшення кількості міжклітинної рідини, а потім і лімфи[6].

До факторів, які сприяють зниженню проникності капілярів і утворення кількості лімфи відносять:
- холод;
- адреналін та норадреналін;
- збудження симпатичної іннервації[6].

## Регуляція лімфоутворення
Регуляція лімфоутворення має напрямок до збільшення або зменшення фільтрації води та інших елементів плазми крові (білки, солі тощо) та здійснюється за допомогою вегетативної нервової системи і гуморально-активних речовин, що  змінюють тиск крові в артеріолах, венулах і капілярах, а також змінюють проникність стінок капілярів.
Наприклад, катехоламіни (адреналін і норадреналін) підвищують тиск крові у венулах і капілярах, тим самим збільшують фільтрацію рідини в інтерстиціальний простір, що посилює утворення лімфи.
Місцева регуляція здійснюється метаболітами тканин і біологічно активними речовинами, які виділяють клітини, в тому числі ендотелієм кровоносних судин. Механізм обміну рідини між інтерстицієм і кровоносними судинами забезпечується за допомогою фільтраційного тиску. Крім гідродинамічних сил, імфо утворення забезпечує сили онкотичного тиску.
Стінка кровоносних капілярів має малу здатність до проникнення білків, проте за добу із крові в тканинну рідину надходить не менше ніж 100—200 г білка. Ці білки та інші білкові молекули інтерстиціального простору і мікрооточення клітин шляхом дифузії за градієнтом концентрації швидко і легко проникають у щілини та лімфатичні капіляри, стінки яких мають високу проникність.
У лімфу надходять молекули білка, які підвищують онкотичний тиск лімфи. Внаслідок цього лімфа активно всмоктує воду із інтерстицію, а це сприяє лімфотоку, тобто формуванню фази вигнання лімфи із лімфатичної судини.
Всі білки, які із крові надходять в інтерстицій, повертаються в кров тільки через лімфатичну систему. Це явище носить назву «основний закон лімфології». Таким чином, шляхом «кров — лімфа — кров» за добу циркулює від 50 %  до 100 % білка.
Слід зазначити, що лімфотоку також сприяють механізми руху лімфи лімфатичними судинами — скорочення стінок лімфатичних судин, наявність клапанів, рух крові у венозних судинах, що розташовані поруч з лімфатичними судинами, робота скелетних м'язів, негативний тиск у грудній клітці.

## Лімфатична система
Лімфатична система є невід'ємною частиною судинної системи. Це розгалужена система судин з лімфатичними вузлами, що розташовуються по ходу кровоносних судин. Лімфатична система забезпечує всмоктування з тканин води з розчиненими у ній речовинами та колоїдних розчинів, білків, жирів, чужорідних частинок (бактерій, продуктів розпаду клітин та ін..), які не всмоктуються в кровоносні капіляри. У лімфатичній в системі відбувається лімфопоез, який має значне значення для імунологічних реакцій
Лімфатична система розпочинається замкненими ендотеліальними трубками-капілярами, що утворюють в органах сітки. Капіляри є в усіх органах, окрім:
- головного та спинного мозку;
- очного яблука;
- внутрішнього вуха;
- епітеліального покриву шкіри і слизових оболонках;
- хрящів;
- паренхіми селезінки;
- кісткового мозку;
- плаценти[7].

Лімфатичні судини починаються від капілярів та мають багато клапанів. Ці клапани забезпечують транспорт лімфи в одному  напрямку. Лімфатичні судини, які йдуть від органів, прямують до реґіонарних лімфатичних вузлів. Лімфу, які містять краплі жиру, несуть судини, які відходять від тонкої кишки. Саме вони надають лімфі білого кольору, тому отримали назву «молочних».
Тому, лімфатична система у своєму складі має наступне:
1. замкнені лімфатичні капіляри, які утворюють в органах сітку;
2. внутрішньо органні судини, які виходять з лімфокапілярної сітки та утворюють свою певну сітку;
3. вивідні судини, які виходять з органу і перериваються на своєму шляху у лімфатичних вузлах;
4. великі лімфатичні судини, які вливаються у лімфатичні стовбури[7].

У лімфатичній системі розрізняють такі лімфатичні стовбури:
- поперекові стовбури;
- кишкові стовбури;
- підключичні стовбури;
- яремні стовбури;
- бронхомедіастинальні стовбури[7].

Ці стовбури зливаються у дві лімфатичні протоки, що впадають у великі вени шиї.
Два лімфатичні протоки:
- грудна протока — утворюється в черевній порожнині внаслідок злиття двох поперекових стовбурів. Ця протока проходить через діафрагму, лежить у задньому середостінні, піднімається в ділянку шиї і впадає у лівий венозний кут. Грудна протока збирає лімфу із нижніх кінцівок, органів і стінок таза, черевної та лівої половини грудної порожнини, лівої верхньої кінцівки та лівої половини голови і шиї;

- права лімфатична протока — має довжину 10-12 мм, утворюється при злитті правих бронхомедіастинального, підключичного і яремного стовбурів. Ця протока збирає лімфу з правої половини голови, шиї, грудної порожнини та правої верхньої кінцівки і впадає у праву підключичну вену або правий венозний кут[7].

## Лімфоїдні органи
Лімфоїдні органи — це органи, в яких утворюються і дозрівають лімфоцити. Тканина, яка становить цей орган називається лімфоїдна тканина. До лімфоїдних органів можна віднести: кістковий мозок, вилочкова (загруднинна) залоза, лімфоїдні групові та поодинокі вузлики травної та дихальної системи, лімфатичні вузли, селезінка.
Кістковий мозок і вилочкова залоза є центральними органами кровотворення. У кістковому мозку наявні стовбурові клітини, які за допомогою поділу і перетворень стають елементами крові, а саме еритроцитами, лейкоцитами, тромбоцитами. Із стовбурових клітин розвиваються також клітини імунної системи: лімфоцити та плазмоциди. Центральним органом імунної системи є вилочкова залоза, у якій стовбурові клітини, які потрапляють у цю залозу із током крові та перетворюються у Т-лімфоцити.
Лімфатичні вузли — це певні утвори різноманітної форми (округлої, овальної або богоподібної тощо), які мають розмір від 1 до 20 мм та беруть участь у захисних реакціях організму і регулюють рух лімфи. Лімфатичний вузол покритий щільною сполучнотканинною капсулою, від якої відходять перетинки (трабекули), що ділять вузол на певні часточки. Лімфоїдна тканина досить чутлива до зовнішніх проявів.
Селезінка також належить до лімфоїдних органів. У селезінці відбувається розпад еритроцитів. Поряд з печінкою, шкірою селезінка має властивість накопичувати значну кількість крові.

## Лімфатичні судини та вузли окремих ділянок тіла
Лімфатичні судини тулуба, голови та кінцівок поділяються на поверхневі та глибокі. До поверхневих належать судини шкіри, підшкірної клітковини, а до глибоких — усі останні, які лежать під фасцією.
Існують такі лімфатичні судини та вузли деяких ділянок тіла:
- лімфатичні судини та вузли нижньої кінцівки (підколінні та пахвинні лімфатичні вузли);
- лімфатичні судини та вузли таза (загальні клубові, зовнішні клубові, внутрішні клубові, крижові);
- лімфатичні судини та вузли черевної порожнини (парієнтальні та вісцеральні вузли);
- лімфатичні судини та вузли грудної  порожнини (парієнтальні та вісцеральні вузли);
- лімфатичні судини та вузли верхньої кінцівки (глибокі та  поверхневі вузли);
- лімфатичні судини та вузли голови та шиї (поверхневі та глубокі вузли)[7].

## Теорії
Існує декілька теорій лімфоутворення:
- фільтраційна теорія;
- фільтраційно-резорбційна теорія;
- секреторна теорія;
- транссудативна теорія.

Фільтраційну теорію утворення тканинної рідини та лімфи запропонував К. Людвіг у 50-х роках XIX століття. Фільтрацією називають проходження розчину чи суспензії з часточками, крізь пористу перегородку, причому розмір профільтрованих часточок обмежується величиною пор. На відміну від дифузії рушійною силою фільтрації є різниця гідростатичного тиску по обидва боки мембрани, тобто між тиском крові в капілярі і тиском тканинної рідини. Теорія К. Людвіга пояснює утворення лімфи саме різницею гідростатичного тиску в кровоносних капілярах та тканинній рідині.
Фільтраційна теорія була розвинута та доповнена Е. Старлінгом, який встановив, що крім гідростатичного тиску в кровоносних капілярах і тканинах, важливу роль відіграє також різниця онкотичного тиску в крові і тканинах. Ця теорія отримала назву фільтраційно-резорбційної. Збільшення гідростатичного тиску крові в капілярах сприяє утворенню лімфи, а підвищення онкотичного тиску — гальмує
Секреторна теорія Гейденгайна полягає в тому, що лімфа утворюється за рахунок секреції її компонентів шляхом секреції судинним ендотелієм. Він відкрив наявність речовин, що стимулюють утворення лімфи (лімфогонні речовини 1 і 2-го порядку) або гальмують його.
Транссудативна теорія Кронштейна доводить, що  лімфа утворюється за рахунок двох процесів: фільтрації та дифузії.